# Донна Велата
«До́нна Вела́та» (італ. La donna velata, справжнє ім'я Маргарита Люті, іт. Margharita Luti) — картина видатного художника доби Високого Відродження (Реніченцо) Рафаеля Санті.

## Історія портрету
На думку дослідників близькість портрета Донни Велати до «Форнаріни» дала підстави вважати, що це одна й та ж модель художника, Маргарита Люті. Схожі обличчя і навіть заколка у зачісці пані з перлинкою.
Маргарита Люті була коханою Рафаеля, вона жила разом з ним в його домі до самої його смерті. За походженням Маргарита була з родини римського пекаря, а прізвисько Форнаріна (італ. forno — піч) їй дав Рафаель. Ця жінка була моделлю художника для декількох його творів у фресках і в картинах. Вважають, що обличчя «Сикстинської Мадонни» намальоване з обличчя Форнаріни чи Донни Велати.
На портреті молода жінка спокійно сидить у кріслі. Досить багате і модне вбрання не впадає у око перед спокійною красою жінки, яка ще сприймає світ ясно і з довірою. Дивує почуття людської гідності, відсутність пихи, вихвалянь досягненим станом. Форнаріна зображена в короткий період успіху і її ще нічого не бентежить.
Стосунки з Рафаелєм тривали шість років. Дуже утаємничений художник був утаємниченим і в особистому житті. За легендою він узяв шлюб з Форнаріною, про який мало хто знав при житті і майже ніхто після його передчасної смерті.
Після смерті художника Форнаріна стала черницею у 1520 році, а до неї швидко втратили цікавість. За документами італійців вона вказувала, що стала вдовою.

## Перебування портрету
Його бачив Джорджо Вазарі. За його переказами він належав негоціанту Маттео Боттега з Кремони. Вже тоді загубилося ім'я жінки. З 1615 року портрет перейшов у власність Козімо II Медичі. Майже двісті років не знали і художника. Лише у 1839 році встановили, що це твір самого Рафаеля Санті. Портрет експонують серед перлин збірки Палатина (галерея Пітті у Флоренції).